# Myro pumilus
Myro pumilus là một loài nhện trong họ Toxopidae.
Loài này thuộc chi Myro. Myro pumilus được miêu tả năm 1991 bởi Ledoux.